# 西伯利亞哈士奇
西伯利亚哈士奇（羅馬化：sibírsky kháski）是一种原产于西伯利亚东部的工作雪橇犬，常見別名哈士奇。西伯利亚哈士奇体重介于25～55磅(16～27kg)之间，身高大约20～23.5英寸(51～60cm)，是一种中型犬。
由于有着能在北极严寒环境中繁衍生息的能力，西伯利亚哈士奇是一种适应力很强的犬种。它们最早是由西伯利亚东部的楚科奇族部落居民饲养，用于狩猎驯鹿，拖曳雪橇或者照顾幼儿使孩子们远离寒冷。

## 外形

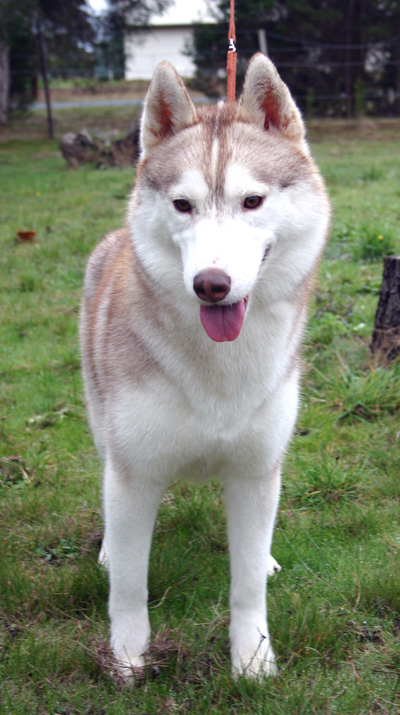
紅毛西伯利亚哈士奇

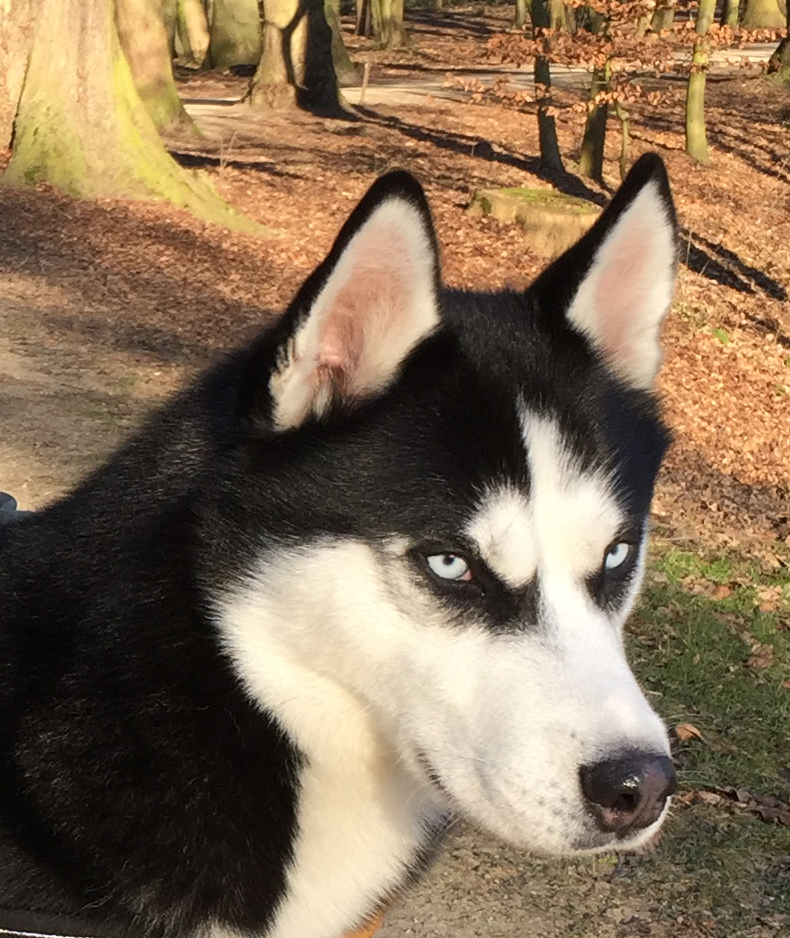
西伯利亚哈士奇（藍眼睛）

西伯利亚哈士奇有着比绝大多数犬种都要厚的毛发。它们毛发的颜色和花纹有很多种类，通常它们有着白色的爪和四肢、面部的花纹和较尖的尾部。最常见的毛色搭配有黑夹白、灰夹白、铜红色（copper-red）夹白和纯白色，很多个体还有褐色、微红色毛，灰棕色阴影或者杂色斑点。面部出现类似面具、眼镜形状各种各样的花纹也是很常见的。尽管体型较小而且有着较为柔顺的毛发，西伯利亚哈士奇都有着和狼相似的外观，一般認為是因為牠們的基因是比其他種類的犬最接近原祖的狼。但事實上柴犬在基因譜比哈士奇更接近於狼。

### 眼睛
西伯利亚哈士奇的眼睛颜色通常是棕色、浅褐色或蓝色的。浅蓝色眼色是一种普遍眼色，但也有例外。一只狗可能有一只眼是棕色或浅褐色的，而另一只却是蓝色的，这种现象被称作"bi-eyed"；或者一只眼是蓝色的而另一只眼的虹膜是杂色的，即虹膜異色症，被饲养西伯利亚哈士奇的爱好者称为"parti-eyed"。在被人们普遍豢养的犬种里，西伯利亚哈士奇是少有的两只眼睛可以有不同颜色的犬种。同时，它也是少数几种普遍眼色为蓝色的犬种之一。

### 耳朵与尾巴
它的耳朵呈三角形，毛发浓密，大小中等，一般直立；尾部像毛刷一样，有着类似于狐狸尾巴的外形，通常呈向上的镰刀状。

### 皮毛

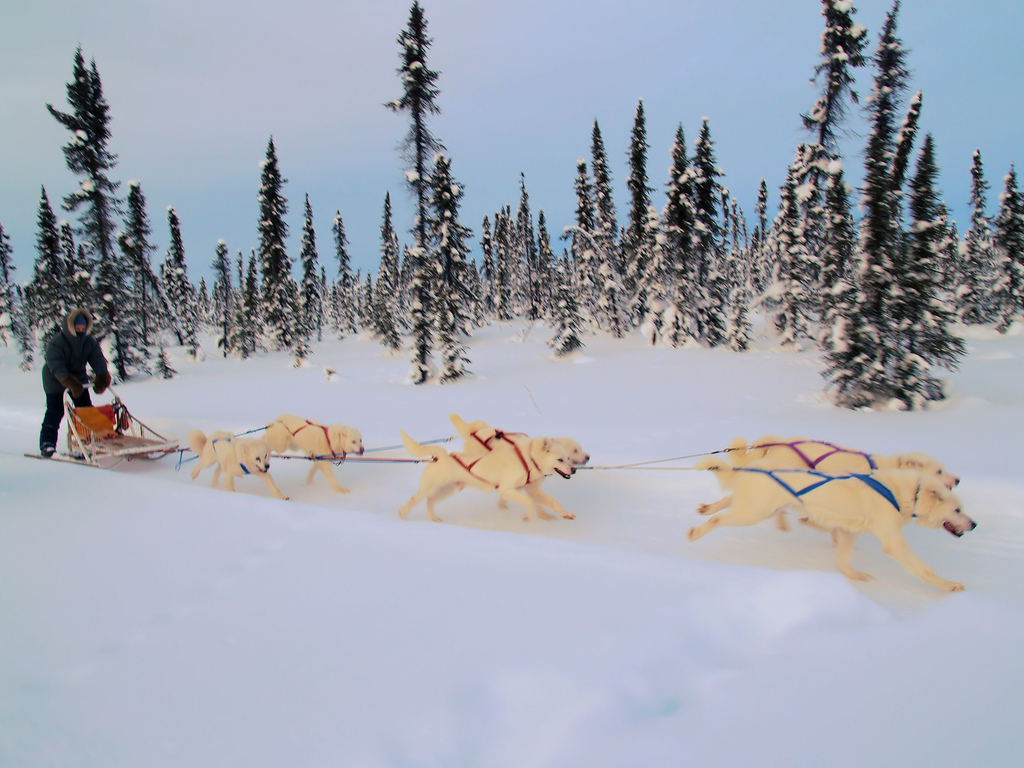
雪地上奔馳的白毛西伯利亞哈士奇

西伯利亚哈士奇的毛发由两层组成：浓密、开司米状的下层毛和长、较粗糙且含有短、直卫毛（guard hair）的上层毛。它们一年只脱一次下层毛，这个旧毛的脱落过程通常被称为吹下它们的毛皮（blowing their coat）。主要居住在室内的犬只一般整年也不会完整地脱一次毛，因此脱毛并不很多。另外，它们并不用经常刷毛；由于弄脏的毛发会自然脱去，洗澡通常也不是必需的。并且，这种狗也会经常像猫一样自己仔细清理自己的毛发。健康的西伯利亚哈士奇是没有体味的。它们的耳朵很柔软，并且听觉也很好。

### 鼻
像所有的狗一样，西伯利亚哈士奇的鼻子通常都是凉且潮湿的。在某些情况下，西伯利亚哈士奇能表现出所谓「雪鼻」或「冬鼻」的现象。这种现象学术上被称作"hypopigmentation"，它是由于裏缺少阳光造成的，这导致了鼻（或其一部分）褪色成棕色或粉红。在夏季到来时便能恢复正常。雪鼻现象在其它的短毛种类裏也有出现；老年犬隻的这种颜色变化可能是永久的，尽管它并不与疾病相联系。

## 性格
尽管有着狼一般的外观，常常嚎叫而非吠叫，西伯利亚哈士奇的性情温顺。由于是一种工作犬，它们精力充沛，喜欢探索和运动。这使得它们成为了广受欢迎的家庭宠物和经常用于展示的犬种。西伯利亚哈士奇可以表现出对人类深厚的感情和强烈的好奇（就像所有的狗一样），并且喜爱人类相处这种特点又是使得它们不能成为尽职的看门狗。充分社会化了的西伯利亚哈士奇对人类幼儿十分友好（尽管所有的狗都不能在没有监督的情况下和幼儿相处）
和所有的狗一样，西伯利亚哈士奇也有一些令人不快的缺点。它们并不是那种善于阿谀和讨好主人的犬种。由于它们强烈的意志和执拗的品性，尝试训练西伯利亚哈士奇可能是一件很有挑战性的工作。很多情况下它们会拒绝执行命令，直到它们找到一个比简单地向主人让步更好的理由为止。良好的训练需要训练者足够的的坚持和耐心。西伯利亚哈士奇并不适合那些第一次尝试养狗的人，它们强烈的愿望和渴求对于没有充分经验的人来说是很难处理的。西伯利亚哈士奇有强烈的奔跑本能，所以最重要的规则之一就是永远不要让它们在不安全的地方自由奔跑。

## 健康
西伯利亚哈士奇通常是非常健康的犬种，一般寿命在11～15年之间。西伯利亚哈士奇通常的健康问题是眼病（如白内障、青光眼、角膜炎等）、过敏症以及老年时容易患的癌症。髋发育不良（Hip dysplasia）也容易发生，但也不用太过担心这个问题。这一犬种需要高质量的饮食，对蛋白质和脂肪的需求量都很大，尤其是那些需要拉狗拉雪橇的狗们。尽管如此，西伯利亚哈士奇利用食物的效率还是很高的，它们比相似体型和运动量的狗们需要的食物都要少。它们的食物必须根据它们的工作及活动量来加以调整；肥胖是缺少运动且过度喂养的宠物经常有的问题。

## 历史

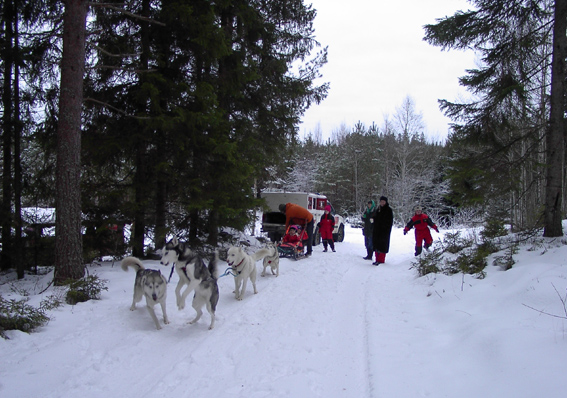
作為工作犬，西伯利亚哈士奇主要為西伯利亞居民拖曳雪橇

西伯利亚哈士奇一般被认为是在东西伯利亚半岛分布的海岸楚科奇族部落驯化的。然而有证据表明西伯利亚哈士奇也可能是从科里亚克族和Kamchadal部族引进的。最近的DNA分析确认了这是一种古代犬種。来自阿納德爾河(Anadyr)及其周边地区的狗在1908年及其后20年的淘金热时期里被陆续引进到阿拉斯加地区作为雪橇犬使用，尤其是在All-Alaska Sweepstakes（AAS）这项在诺姆和Candle之间进行的长达408英里（657km）的往返程狗拉雪橇大赛上。西伯利亚哈士奇比当时用来运输货物的100～200磅（45～54kg）重的狗更小、更快、更能忍受恶劣环境，它们很快就统治了Nome Sweepstakes这项比赛。

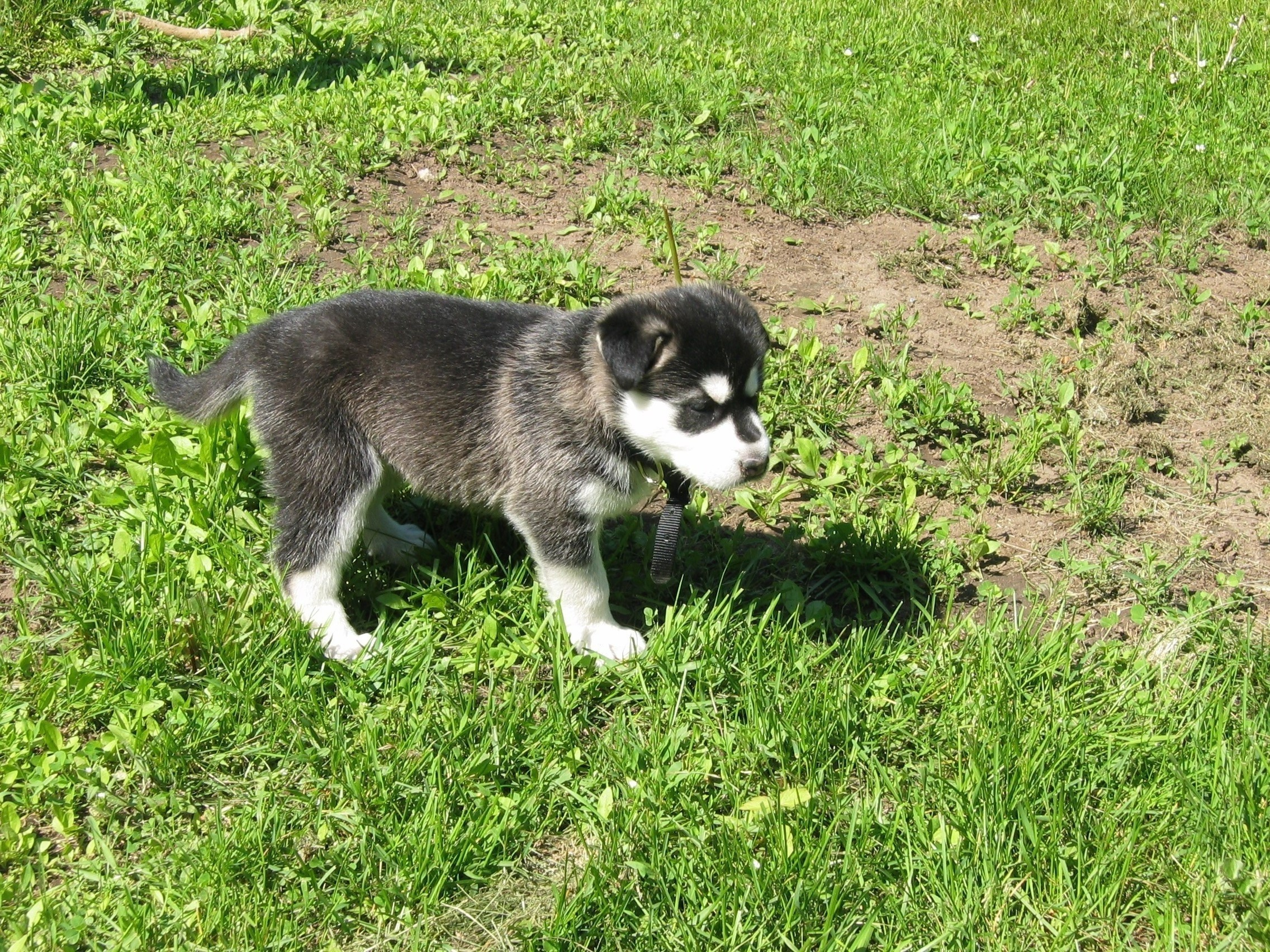
數周大的西伯利亚哈士奇

Leonhard Seppala，一位曾经是渔民的挪威金矿工第一次接触西伯利亚哈士奇是在他请求他的雇主训练一些小狗来参加1914年的AAS大赛时。经历了第一年的失败后，Seppala随后统治了这项竞赛。在1925年，他是用狗拉雪橇从Nenana向被白喉侵袭的诺姆运输抗毒血清的1925诺姆血清运送里的关键人物。艾迪塔羅德狗拉雪橇比賽这项竞赛就是为了纪念这一次著名的运输而举办的。下一年，两队Seppala的狗在美国巡回展出，在全国特别是在美国东北部的新英格兰地区激起了人们对雪橇犬和狗拉雪橇竞赛的强烈兴趣。
1930年，由于苏联政府关闭西伯利亚地区的边境禁止对外贸易，最后一批西伯利亚哈士奇在这一年里被出口到其它国家。同年西伯利亚哈士奇被美国犬业俱乐部（AKC）正式承认。九年后，西伯利亚哈士奇在加拿大正式注册。今天在北美洲注册的西伯利亚哈士奇大多数都是1930年从西伯利亚进口和Leonhard Seppala的狗的后代。

## 其它

### 狗拉雪橇赛

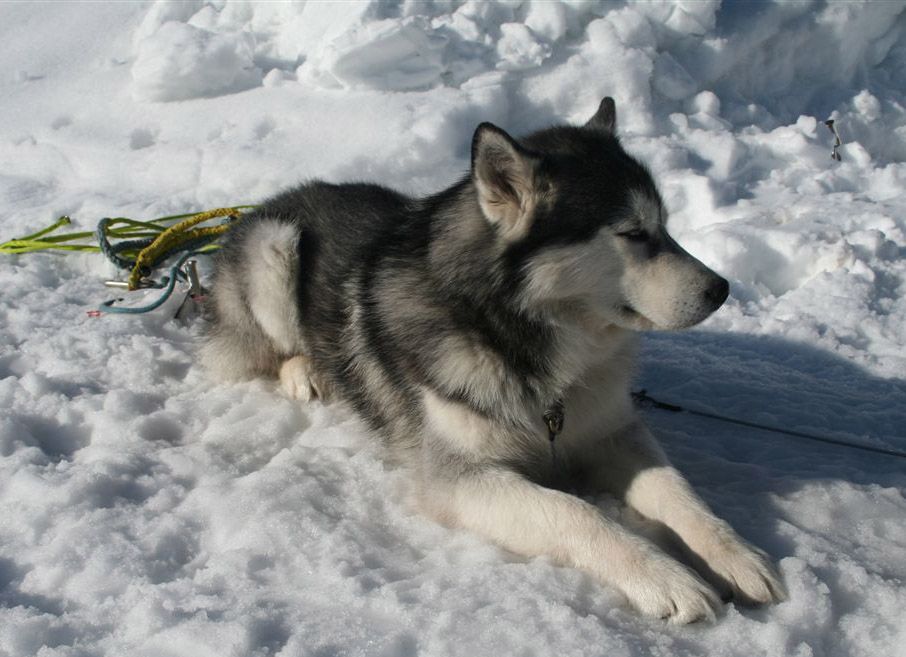
雪地上的西伯利亚哈士奇

西伯利亚哈士奇在今天仍偶尔被用作雪橇犬参加狗拉雪橇赛，不过已经基本上被阿拉斯加雪橇犬和专门为竞速饲养的类似短毛猎犬的杂交犬所取代。西伯利亚哈士奇专为中速、较轻负荷的较长运输而生，显然不能与那些更快的对手们相比。西伯利亚哈士奇在仅有纯种狗才能参赛的竞赛里仍然十分流行，它比别的雪橇犬如薩摩耶犬和阿拉斯加雪橇犬都要快。今天西伯利亚哈士奇已经分成“竞速”西伯利亚哈士奇和“观赏”西伯利亚哈士奇两大类。	
除了狗拉雪橇赛，西伯利亚哈士奇在消遣性质的狗拉雪橇旅行里仍十分流行。它们仍用于skijoring（1～3只狗拉滑雪者）和欧洲ski-pulka。一部分人们还将它们用于dog-packing和远足。它们也被作为治疗狗使用。